# مضخة هواء

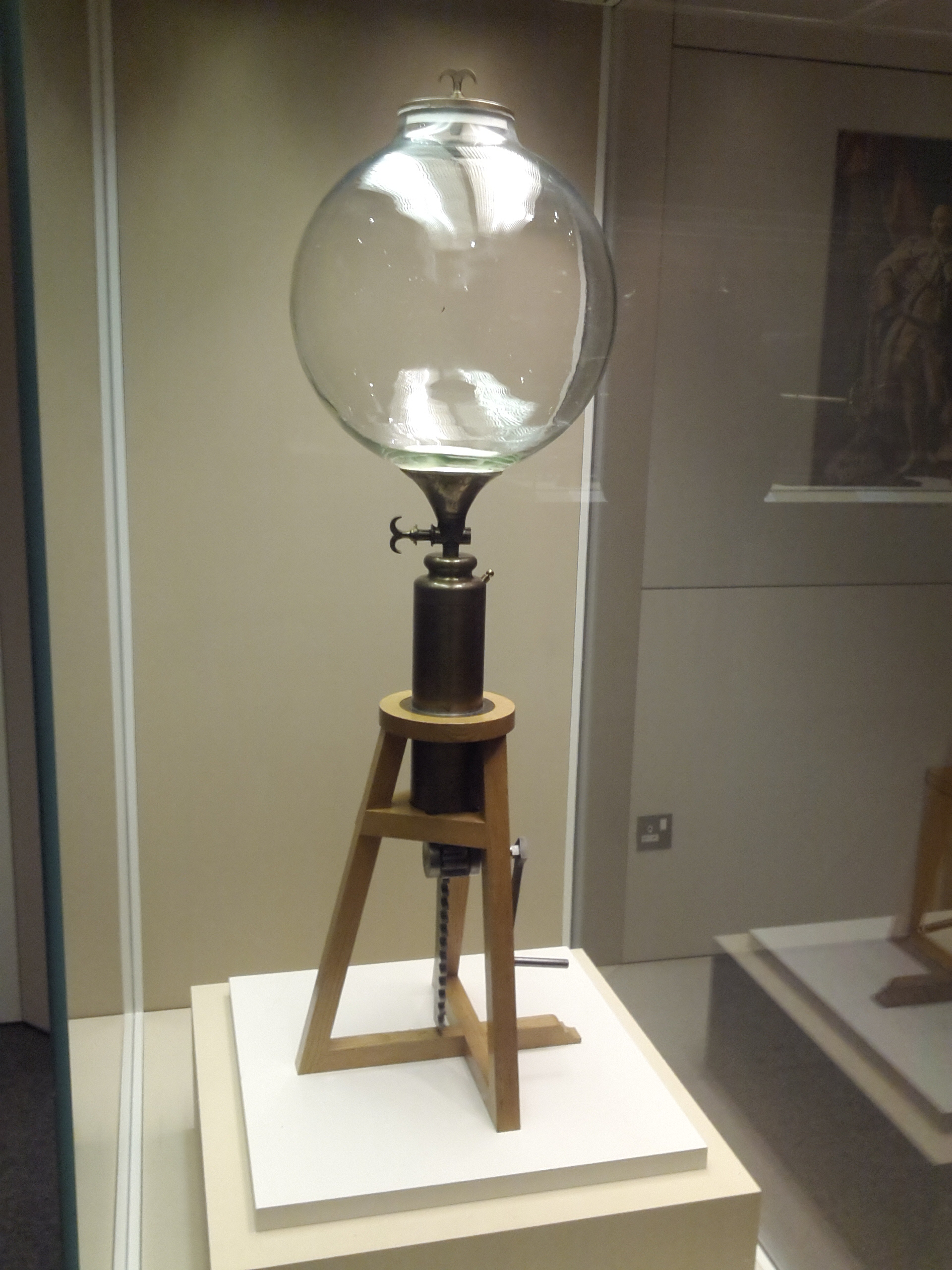
نموذج لمضخة هواء بويل

مضخة الهواء (بالإنجليزية: Air Pump)‏ هي مضخة لدفع الهواء، عبارة عن ضاغط غاز يستخدم لتشغيل أداة تعمل بالهواء المضغوط، مثل بوق هوائي أو أنبوب. ومن نماذجها مضخة الدراجة، والمضخات التي تستخدم لتهوية حوض السمك أو البرك عن طريق ضخ الهواء. تحتوي جميع مضخات الهواء على جزء متحرك (ريشة، مكبس، دفاعة، حاجز، إلخ) تعمل على دفع الهواء. وعندما يتحرك الهواء، تنشأ منطقة ضغط منخفض تمتلئ بمزيد من الهواء.
تستخدم المضخات والضواغط آليات متشابهة للغاية، وتؤدي كلاً منها العملية ذاتها بشكل أساسي، ولكن في أنظمة سوائل مختلفة. ولكن توجد نقطة تقاطع في المهام، وفيما يلي بعض التعميمات فيما يخص المضخات والضواغط:
- تعمل الضواغط على مواد قابلة للانضغاط، وعادة ما تكون غازات. بينما تعمل المضخات على السوائل، وعادة ما تكون سائلة وغير قابلة للانضغاط.
- تهدف الضواغط إلى توليد ارتفاع ضغط مرتفع للغاية في نظام مغلق؛ بينما تُصمم المضخات لتوليد ضغط ضئيل نسبياً في نظام التدفق الحر مع الحد الأدنى من الضغط الخلفي.
- غالبًا ما تحتوي العديد من الضواغط المنخفضة النهاية دورات عمل متقطعة، بينما تستخدم المضخات في عملية التدفق المستمر.
- عادة ما تحتوي الضواغط على مستشعر تغذية مرتدة ليتم إغلاقه عندما تصل إلى الضغط المطلوب؛ في حين تتمتع المضخات بتصميم ثابت وتعمل بحرية مع تغير الظروف.

## تطور المضخات الهوائية عبر التاريخ
- اخترع أوتو فون غيريكه مضخة الهواء ذات الفراغ في عام 1649. وكانت تسمى هذه المضخة بمضخة الهواء في معاجم القرن التاسع عشر.[3] قللت مضخة هواء غيريكه أي تسربات محتملة بين المكبس والأسطوانة من خلال استخدام رابطات مصنوعة من الجلد.[4]
- صُنعِت أول مضخة هواء فعالة في إنجلترا للأغراض العلمية في عام 1658 بواسطة روبرت هوك من أجل روبرت بويل.[5]
- طور عالم إنجليزي يُدعى فرانسيس هاكسبي نموذجاً لمضخة هواء مزدوجة الماسورة في عام 1705. واستُخدِمت مضخة الهواء ذات الماسورة المزدوجة التي لها القدرة على خلق فراغ أيضاً بشكل أساسي في أغراض البحث العلمي.[6]

## أنواع المضخات
ضاغط الهواء Air compressor
يحول ضاغط الهواء الطاقة (البنزين أو المحرك الكهربائي) إلى طاقة كامنة. وتُخزَن هذه الطاقة الكامنة في الخزان وتدفع الهواء إلى الخزان مما يؤدي إلى ضغط إيجابي. عادةً ما يجري توصيل خرطوم بالخزان وعند فتحه بصمام أو مفتاح، يُطلق الهواء من الخرطوم بسرعات عالية.
الكير Bellow
من أقدم طرق ضخ الهواء. عبارة عن آلية بسيطة تتكون من كيس مرن به ألواح أو مقابض صلبة على كل جانب. ويمكن توسيع الكيس وتقليصه عن طريق تحريك المقابض بعيداً عن بعضها البعض وإخراج الهواء من الفوهة. عندما ينفخ الكيس أو تُسحب المقابض بعيداً عن بعضها البعض، يفتح صمام على الجانب للسماح بدخول الهواء. وعندما تُدفع المقابض معًا، يُغلق الصمام ويُدفع الهواء للخروج من الفوهة.
مضخة دراجة Bicycle Pump
مضخة الدراجة هي مضخة يدوية عمودية تستخدم لنفخ إطارات الدراجات. هذه المضخات شائعة جداً ويمكن استخدامها لنفخ العديد من الأشياء باستخدام محول. وتولد هذه المضخة ضغطاً باستخدام صمام أحادي الاتجاه ومكبس يتحكم فيه المقبض من خلال استخدام مكبس في أسطوانة.
مضخة الحاجز Diaphragm Pump
تعتبر مضخات الحاجز نوعًا من المضخات التي تستخدم الإزاحة الإيجابية. وتحتوي مضخة الحاجز البسيطة على غرفة تعمل مثل الحجاب الحاجز النابض. عند الضغط، يتم طرد الهواء داخل الحاجز. وعند فك ضغط الحاجز، تمتلئ الغرفة بالهواء. مثال بسيط على مضخة الحاجز هو مضخة القدم التي تتطلب من المستخدم الصعود والنزول باستمرار على المضخة لنفخ شيء ما.
مضخة الإطارات ذات المحرك Engine-driven tire pump
طورت العديد من الشركات مضخات الإطارات التي تعمل بمحرك في عصر السيارات النحاسية.
مضخة ترددية Reciprocating pump
تتكون المضخة الترددية البسيطة عادةً من أسطوانة بها مدخل ومخرج ومكبس بداخلها. يستخدم المدخل والمخرج لتوجيه تدفق الهواء، بينما يستخدم المكبس لتوليد تدفق الهواء. عندما يُسحب المكبس، يُسحب الهواء في المضخة من خلال المدخل. تنخفض درجة حرارة غرفة المضخة عند امتلائها بالهواء. وعندما يدفع المكبس للأسفل، يصبح الهواء مضغوطاً ويغلق المدخل، ثم يتدفق الهواء من المخرج.
مضخة دوارة Rotary vane pump
تستخدم المضخة الدوارة التروس التي تتشابك معاً لسحب الهواء وضغطه من خلال حركة التروس، ما يسمح بتوليد ضغط مرتفع عند التفريغ.